# Dambisa Moyo
Pour les articles homonymes, voir Moyo.
Dambisa Felicia Moyo, née le 2 février 1969 en Zambie est une économiste zambienne, spécialiste de la macroéconomie, de l'influence de l'aide étrangère et des relations internationales. 

## Biographie
Dambisa Moyo est née en 1969 et a grandi à Lusaka, en Zambie. Conformément au droit de la Zambie en vigueur à l'époque, il n'est pas émis d'acte de naissance. Elle le souligne pour illustrer le développement lors d'une présentation en 2013 : « Non reconnue à ma naissance en tant qu'être humain, me voici au terme de ces 40 années, exprimant mon opinion devant l'illustre assemblée de TED ».
Elle est titulaire d'un doctorat en économie de St Antony's College (Oxford). Son mémoire de 2002 est intitulé Essais sur les éléments déterminants de l'épargne dans les pays en développement. En 1997, elle obtient une maîtrise en administration publique de la Kennedy School of Government de Harvard. Elle obtient également un master en économie d'entreprise en finance et une licence  en chimie de l'American University à Washington.
Dambisa Moyo occupe le poste de consultante auprès de la Banque mondiale et travaillé dans les marchés de la dette chez Goldman Sachs, au sein de l'équipe internationale de macroéconomie.
Elle devient membre de la chambre des lords britanniques en novembre 2022.

## Œuvres

### Dead Aid
Dead Aid: Why Aid Is Not Working and How There is Another Way for Africa soutient que l'aide internationale a eu un effet négatif sur l'Afrique et devrait être progressivement supprimée. Cet ouvrage est devenu un best seller du New York Times. Il est publié en chinois, anglais, français, allemand, grec, italien, japonais, coréen, polonais, portugais et néerlandais.
Ce livre offre aux pays en développement des propositions pour financer le développement plutôt que de compter sur l'aide internationale. Dambisa Moyo a signalé que ses arguments reposaient sur ceux d'économistes favorables au marché : Peter Bauer (auquel est dédié le livre) et plus tard, William Easterly. Le Financial Times a résumé le raisonnement de l'ouvrage : « Une assistance au développement sans limite aux gouvernements africains, avance-t-elle, a favorisé la dépendance, encouragé la corruption et, en fin de compte, perpétué la gouvernance médiocre et la pauvreté ». Elle déclare que l'aide internationale contribue à perpétuer le cycle de pauvreté et empêche la croissance économique en Afrique.
La préface de Dead Aid est de Niall Ferguson, professeur à Harvard et historien. Figurent sur la jaquette des citations du PDG de Forbes, Steve Forbes, et de l'ancien Secrétaire Général des Nations unies, Kofi Annan, qui ajoute « Dambisa Moyo montre de façon convaincante le besoin d'une nouvelle approche sur l'Afrique » [réf. nécessaire].
Ses idées sont similaires à celles avancées par le gouvernement du Rwanda et le Président Paul Kagame. Il dit que « Dead Aid nous a donné une juste évaluation de la culture de l'aide aujourd'hui ». Paul Kagame a invité Dambisa Moyo au Rwanda afin de s'entretenir de sa thèse et a acheté des exemplaires de son livre pour tout son cabinet,. L'ancien président du Sénégal, Abdoulaye Wade a également exprimé des vues similaires sur l'aide.
Lors du sommet sur la coopération sino-africaine en Égypte, le Président chinois Wen Jiabao a déclaré « J'ai lu un livre intitulé Dead Aid écrit par Dambisa Moyo. L'auteure parle de ses expériences personnelles et conclut que l'aide de la Chine à l'Afrique est sincère, crédible, pratique et efficace et qu'elle est également bien accueillie par le peuple africain. Je suis persuadé que l'amitié et la coopération entre le peuple chinois et le peuple africain ont un brillant avenir ».
Dans le cadre d'une revue littéraire, l'économiste Paul Collier déclare que « L'aide est un puissant instrument pour l'amélioration de la sécurité ou de la responsabilisation. Notre obsession de l'aide nous a empêchés de considérer d'autres moyens importants de promouvoir le développement : le maintien de la paix, les garanties de sécurité, les privilèges commerciaux et la gouvernance ».
L'organisation en faveur de l'aide Campagne ONE est en désaccord avec l'ouvrage qui demanderait « la suppression de toute aide »[réf. nécessaire]. Dambisa Moyo souligne dans un certain nombre d'interviews qu'il s'agit d'une fausse représentation de ses idées  et le Financial Times indique que la campagne de ONE « a eu un effet contre-productif, au moins partiellement ». 
L'économiste Jeffrey Sachs a indiqué que pour améliorer les conditions en Afrique, plus d'aide internationale était nécessaire , cependant Dambisa Moyo signale que lorsque Jeffrey Sachs était son chargé de cours à Harvard, c'était lui qui enseignait que « le développement à long terme ne serait possible qu'avec la participation du secteur privé et des solutions d'économie de marché ». Le Financial Times suggère que l'ouvrage « ignore que l'assistance au développement fonctionne » mais fait remarquer qu'« elle avait stimulé un grand nombre d'Africains et les avaient incités à participer au débat ».
Lors d'une interview en 2013, Bill Gates fut invité à donner son avis sur le concept de Dead Aid selon lequel l'aide « maintient l'économie dans un état de paralysie... [car] l'argent n'est pas utilisé pour des activités économiques durables en Afrique ». Il déclara avoir lu le livre et ajouta « les livres comme celui-ci encouragent le mal »,. Dambisa Moyo répondit sur son site Web « Rejeter les arguments que je soulève dans Dead Aid à une époque où j'ai constaté la réussite économique de transformation des pays tels que la Chine, le Brésil et l'Inde, dévalorise mes expériences, celles de centaines de millions d'Africains et d'autres à travers le monde qui, jour après jour, subissent les conséquences du système d'aide ».

### How The West Was Lost
Le second ouvrage de Dambisa Moyo, How the West Was Lost: Fifty Years of Economic Folly – And the Stark Choices that Lie Ahead, conte le déclin de la suprématie économique de l'Occident au cours des cinquante dernières années. Dambisa Moyo examine plus particulièrement comment les décisions non fondées et les choix de politiques bornés de l'Amérique relatives au capital, au travail et à la technologie (éléments clés nécessaires à la croissance et à la réussite économique) ont résulté en une économie et une géopolitique en dents de scie, maintenant prêtes à basculer en faveur du monde émergeant.
Durant sa première semaine, l'ouvrage s'est classé au no 6 des best-sellers du New York Times, no 4 du Washington Post et no 2 du Wall Street Journal. Il a aussi été accueilli avec succès au Canada, se positionnant no 4 et demeurant sur la liste des best-sellers pendant six semaines.
Paul Collier signale dans sa revue[Laquelle ?] « son diagnostic des récentes catastrophes des marchés financiers est concis et élaboré », et il poursuit « je salue sa courageuse alerte contre notre complaisance économique et sociale : ses préoccupations de base sont suffisamment proches de la triste vérité pour mériter notre attention ».
Dominic Lawson écrit dans The Times : « Cet argument... a rarement été avancé avec autant de concision... Dambisa Moyo est une dame effectivement très sérieuse ». The Independent ajoute : « la triste saga de la récession promeut le livre de Dambisa Moyo, au titre provocateur, car il va au cœur de la grande problématique économique de notre temps : avec quelle rapidité les pouvoirs vont-ils changer au cours de ce siècle ? ». 
The Guardian déclare « How the West Was Lost est plus intéressant, à plus vaste portée et plus important que Dead Aid ».
Bloomberg résume : « [Le livre] propose un regard avisé sur la manière avec laquelle les nations les plus avancées gaspillent leur avantage économique et comment elles pourraient survivre en combattant le feu chinois par le feu.... Le livre offre aux politiciens occidentaux une recette pour remonter la pente » et l'a désigné comme l'un de leurs meilleurs livres d'affaires de 2011.
Par contraste, Alan Beattie du Financial Times signale « Les défis identifiés sont pour la plupart réels, sinon originaux. Mais les énormes défauts des économies émergentes sont ignorés ». The Economist précise : « Ces arguments nécessitent beaucoup plus de documents de soutien que n'en offre le livre »».
The Sunday Business Post d'Irlande déclare : « L'analyse par Dambisa Moyo du soutien fondamental de la crise de liquidité, particulièrement du rôle de l'effet de levier, est... nuancée et pertinente ».

### Winner Take All
Le troisième ouvrage de Dambisa Moyo, Winner Take All: China's Race for. Resources and What It Means for the World fut publié en juin 2012. 
En examinant la dynamique des matières premières des prochaines décennies dans le monde, l'ouvrage considère plus particulièrement les conséquences de la ruée vers les ressources exercée par la Chine à travers toutes les régions du globe. L'ampleur de la campagne de ressources de la Chine en matière de hard commodities (les métaux et les minéraux) et de soft commodities (le bois et les produits alimentaires) étant le plus important de toute notre histoire, Dambisa présente sa recherche des implications financières et géopolitiques en un monde où les ressources diminuent, et soutient que cette situation est sans précédent.
Winner Take All s'est classé no 13 en tant que Best seller du New York Times, au no 4 des best sellers du Wall Street Journal ainsi qu'au no 11  du Publishers Weekly. 
Selon une revue du Financial Times, « Si Dambisa Moyo voit juste, les demandes du pays le plus peuplé au monde n'augurent rien de bon pour le reste d'entre nous... On ne peut accuser Dambisa Moyo de ne pas avoir fait ses devoirs. Il y a tant d'informations dans son livre qu'on ne peut pas le lire sans apprendre quelque chose » Kirkus Reviews déclare : « Rédigé dans le but de clarifier d'importantes questions globales, cet ouvrage mérite un vaste public ».
Selon The Telegraph : « Peut-être a-t-elle raison, mais les motifs permettant de douter que l'avenir sera le prolongement du passé méritent d'être entendus ».

## Récompenses et adhésions
En 2013, Dambisa Moyo reçoit l'Hayek Lifetime Achievement Award qui porte le nom du lauréat du prix de la Banque de Suède en sciences économiques en mémoire d'Alfred Nobel et de la Presidential Medal of Freedom, Friedrich Hayek. Elle participe également à la Conférence de Bilderberg et est citée par le magazine Time comme étant l'une des 100 personnes les plus influentes au monde.
En 2009, elle est également reconnue par le Forum économique mondial comme l'un de ses Young Global Leaders. En septembre 2009, elle est présentée sur la liste des 20 visionnaires les plus remarquables d'Oprah Winfrey. The Daily Beast l'a aussi choisie comme étant l'une des « 150 femmes extraordinaires qui ébranlent le monde ».
Elle est membre du conseil chez Barclays Bank, SABMiller et Barrick Gold. Elle a souvent été invitée à prendre la parole par l'OCDE, la Banque mondiale, le Fonds monétaire international, le Council on Foreign Relations, l'American Enterprise Institute et les Munk Debates de 2009 ainsi que dans la plupart des pays du G7. Elle s'est rendue dans près de 6soixante pays au cours des dix dernières années. Elle a participé en tant qu'intervenante à la conférence 2013 de TED Global ainsi qu'à TEDxBruxelles en 2009 et 2010.
Elle prête régulièrement sa collaboration aux journaux financiers tels que le Financial Times et le Wall Street Journal. 
Elle collabore à la rédaction de CNBC et a répondu à l'invitation de plusieurs autres réseaux tels que CNN,, Bloomberg BBC et Fox Business. Elle est l'un des mécènes d'Absolute Return for Kids (ARK), organisme caritatif consacré aux enfants et financé par fonds spéculatifs.

### Livres parus en anglais
- (en) Dead Aid : Why Aid Is Not Working and How There is Another Way for Africa, Farrar, Straus and Giroux, 2009, 188 p. (ISBN 978-0-374-13956-8 et 0-374-13956-3)
- (en) How the West Was Lost : Fifty Years of Economic Folly – And the Stark Choices that Lie Ahead, Farrar, Straus and Giroux, 2011 (ISBN 978-0-374-17325-8 et 0-374-17325-7)
- (en) Winner Take All : China's Race for Resources and What It Means for the World, Basic Books, 2012 (ISBN 978-0-465-02828-3 et 0-465-02828-4)

### Livre traduit en français
- L'aide fatale : Les ravages d'une aide inutile et de nouvelles solutions pour l'Afrique (trad. de l'anglais), Paris, Jean-Claude Lattès, 2009, 250 p. (ISBN 978-2-7096-3360-4)